# 千葉市美術館

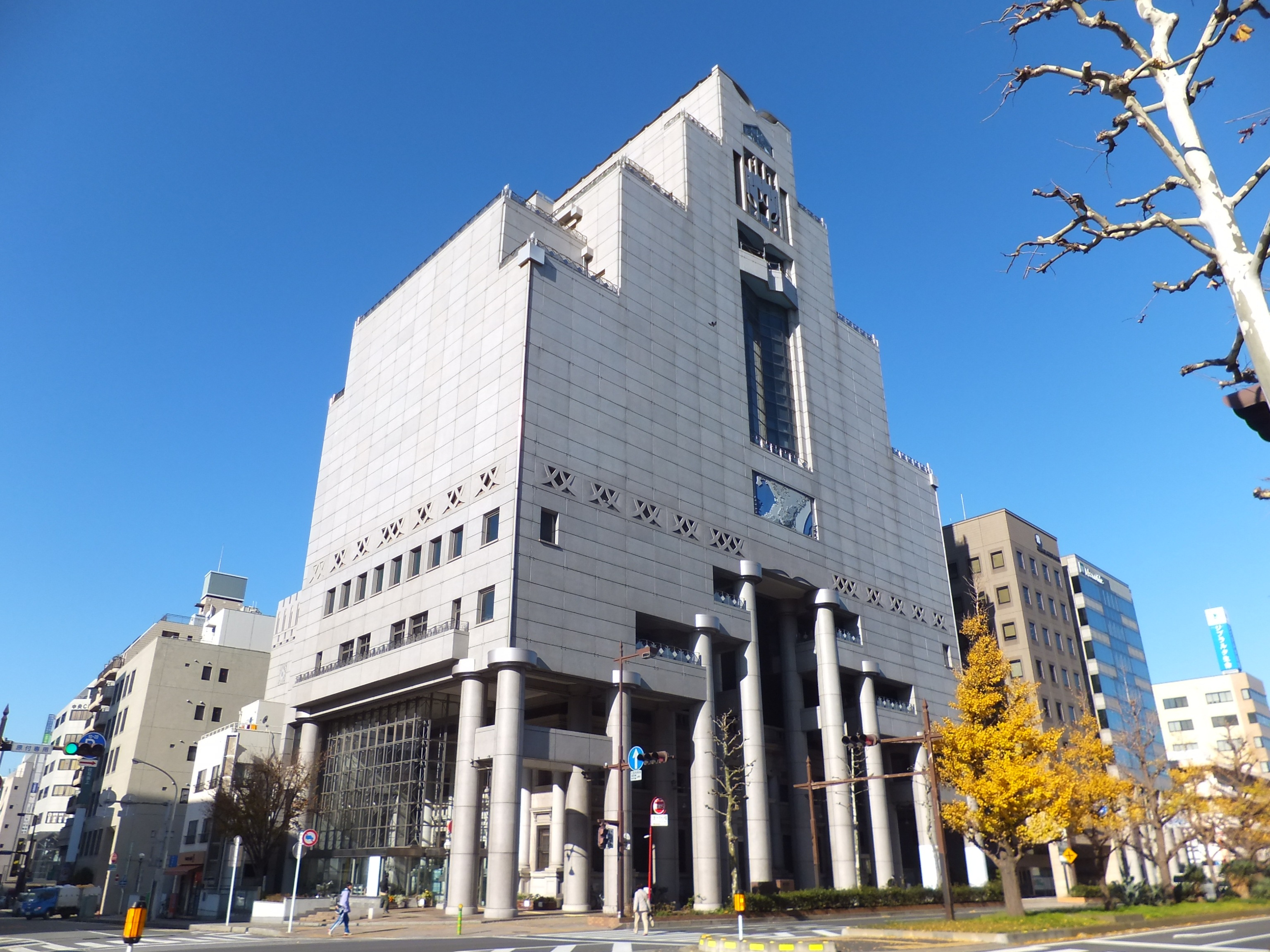
千葉市美術館外観

千葉市美術館（ちばしびじゅつかん）は、千葉県千葉市中央区にある美術館。1995年（平成7年）11月1日開館。2020年（令和2年）7月11日リニューアルオープン。

## 概要
1982年（昭和57年）千葉市は「豊かな心と創造性をはぐくむ市民文化都市」づくりを目指し、美術館の設立計画が持ち上がる。
1989年（平成元年）3月に有識者による千葉市美術館構想懇談会が作られ、翌年から千葉市美術品等取得基金により本格的に作品収集を開始、5年の準備期間を経て、1995年（平成7年）に開館した。
1927年（昭和2年）に建てられたネオ・ルネサンス様式の旧川崎銀行千葉支店（矢部又吉設計）の建物は、千葉空襲で焼け残った歴史的建造物で、その跡地に総合支所と美術館を併設する構想が浮上したため、保存を求める市民らが約1,500人の署名を提出して保存運動を展開し、これを受けて千葉市が部分保存の検討を含める形で基本設計を委託することになった。
そこで、設計者の大谷幸夫は、新ビルで旧川崎銀行千葉支店を覆うようにする「さや堂」方式を用いて保存・修復と区役所と美術館の新設を両立する計画とし、1-2階にさや堂ホールとして歴史的建造物を活用して、総工費約 160 億円を投じて建設された。
比較的新しい美術館だが、初代館長に辻惟雄が就任し、大英博物館との共催で欧米から版画や肉筆画等363点の出品作品を集めた喜多川歌麿展を開館記念展として開催した。
2代目館長に小林忠、3代目館長に河合正朝と日本美術史の専門家を迎え、江戸絵画や現代美術を中心に集中的なテーマをもった特色ある展覧会を積極的に開催している。
2000年（平成12年）度末において美術品は 66 億円（取得原価）､寄託品 1 億円（寄託年度の時価評価） にのぼる。
開館以来、中央区役所との複合施設であったが、区役所は2019年（令和元年）5月7日にQiball11階に移転。美術館へと用途変更する拡張工事を行い、月替わりの常設（通常）展示室のほか、ワークショップや児童書など計約4,500冊をそろえる図書室、子どもアトリエを新設し2020年（令和2年）7月11日にリニューアルオープンした。
新型コロナウィルス感染拡大へ対する新たな取り組みとして、2021年1月22日よりデジタルミュージアム事業を開始した。

## コレクション
平成元年に定められた作品収集のテーマは、
- 1:千葉市を中心とした房総ゆかりの作家・作品
- 2:日本文化の核を形成する近世以降の美術品
- 3:現代美術

の3つの柱分けられる。
テーマ1に関連するものとしては、無縁寺心澄の作品が約950点、浜口陽三の作品を約50点所蔵。
テーマ2に関しては、公立でしかも後発の美術館としては珍しく浮世絵のコレクションが充実している。これは、浮世絵の祖・菱川師宣が房総出身なことや、浮世絵研究家であった今中宏が収集した渓斎英泉のコレクション300点が美術館設立の契機にもなったことによる。現在では版画約1,000点、肉筆浮世絵100点弱を所蔵し、常設（通常）展では毎月内容を変え展示し、企画展でも少なくとも年に1度は浮世絵の展覧会が開かれる。他にもアメリカの文化人類学者ロバート・ラヴィッツが収集した、絵入版本1,000点余（浮世絵師以外も含む）、経営学者ピーター・ドラッカーが収集した室町水墨画と、近世の禅画や南画 197点も同館の大きなコレクションといえる。
テーマ3に関連するものとして、サトウ画廊のオーナー・佐藤友太郎から約100作家による400点以上のまとまった作品寄贈を受けており、順次展示・紹介がされている。

## 主な収蔵品

### 江戸絵画・日本画
- 石井林響「王者の瑞」二曲一双 麻本着色 1918年[広報 2]
- 伊藤若冲「乗興舟」 木拓摺画巻 1767年 ラヴィッツコレクション[24][25]
- 伊東深水「対鏡」[26]
- 歌川国芳「相馬の古内裏」[27]
- 岡田米山人「竹林七賢図」[28]
- 懐月堂安度「立美人図」[29]
- 葛飾北斎「冨嶽三十六景　神奈川沖浪裏」[30]、「富嶽三十六景 駿州大野新田」[31]、「富嶽三十六景 凱風快晴」[32]、「富嶽三十六景 隠田の水車」[33]、「詩哥写真鏡」[34]
- 狩野山雪「雪中騎驢図」[35]
- 鏑木清方「薫風」[36]
- 祇園井特「野外遊楽図」[37]
- 喜多川歌麿「納涼美人図」 1794年-1795年頃[38][広報 3]、「潮干のつと」[39]、「積物前の遊女」[40]
- 小林清親「今戸夏月」[41]、「虎図」 二曲一双 絹本著色 1884年
- 司馬江漢「西王母図」[42]、「漁夫図」[43]
- 鈴木其一「芒野図屏風」 二曲一隻 紙本銀地墨画[44]、「桜町中納言図」[45]
- 鈴木春信「鞠と男女」[46]
- 曾我蕭白「獅子虎図」 二曲一双 宝暦期[47][48]
- 田中一村「アダンの海辺」[49]、「椿図屏風」 二曲一隻 絹本金地著色 1931年
- 俵屋宗達「許由巣父図」[50]
- 月岡芳年「那智山之大滝荒行之図」[51]、「藤原保昌月下弄笛図」[52]、「松竹梅湯島掛額」[53]
- 蹄斎北馬「三囲を望む立美人」[54]
- 東洲斎写楽「三代目大谷鬼次の江戸兵衛」[55]
- 鳥居清長「美南見十二候九月」[56]
- 鳥文斎栄之「朝顔美人図」 絹本著色 1794年 松浦静山旧蔵品
- 長沢芦雪「波上群仙図」六曲一双 紙本墨画
- 中村芳中「白梅図」[57]
- 橋本周延「浮世風俗当世振」[58]
- 菱川師宣「角田川図」[59]、「隅田川・上野風俗図」 六曲一双 紙本著色 延宝期
- 菱川師胤「中村竹三郎・三浦屋小紫図」[60]
- 抱亭五清「鯉図」[61]
- 円山応挙「秋月雪峡図」 六曲一双 1786年
- 望月玉泉「牛図」[62]
- 森狙仙「月下猿図」[63]
- 森一鳳「象図」[64]
- 横尾芳月「和蘭陀土産」二曲一隻 紙本著色 1926年
- 横山華山「天橋立・富士三保松原図」[65]
- 流光斎如圭「山村儀右衛門の栄飛弾守」[66]

### 近現代美術
- 秋岡美帆「ゆれるかげ」[67]
- 加納光於「Untitled」[68]
- 川端実「Dark Oval」[69]
- 河原温「考える男」 キャンバス油彩 1952年
- 北園克衛「プラスティック・ポエム」[70]
- 北代省三「スペースモジュレーター」[71]
- 草間彌生「№B White」[72]、「幻の青春をあとにして」 ミクストメディア 1988年[広報 4]
- 工藤哲巳「あなたの肖像」[73]
- 佐藤時啓「Breath graph 105」[74]
- 白髪一雄「陽華公主」[75]、「天英星小李廣」 キャンバス油彩 1961年
- 菅木志雄「景中」[76]
- 高松次郎「赤ん坊の影NO.387」[77]
- 浜口陽三「魚と果物」[78]
- 浜口陽三「19と1つのさくらんぼ」 カラー・メゾチント 1965年[広報 5]
- 棟方志功「釈迦十大弟子二菩薩」二曲屏風六隻 墨摺木版 1939年[79]
- 村上三郎「作品」[80]
- 毛利武士郎「手の中の眼」[81]
- 柳原義達「黒人の女」[82]
- 山田正亮「WorkC-40」[83]

## 利用案内
- 開館時間: 10時から18時（入館は17時30分まで）金・土曜日は20時まで開館 （入場は19時30分まで）
- 休館日: 毎月第1月曜日（祝日の場合は翌日）・年末年始（12月29日 - 1月3日）・展示替時
- 観覧料: 展覧会毎に異なる。小・中・高学生は無料。10月18日の千葉市民の日は無料開放。

## 交通アクセス
- JR千葉駅東口より徒歩約15分
- 千葉都市モノレール1号線葭川公園駅下車徒歩5分
- JR千葉駅より京成バス（バスのりば7）大学病院行または南矢作行にて「中央3丁目」下車 徒歩2分
- 京成千葉中央駅東口より徒歩約10分

#### 広報資料・プレスリリースなど一次資料
1. ↑  千葉市美術館の指定管理者について - 千葉市ウェブサイト
2. ↑  王者の瑞 千葉市美術館コレクション
3. ↑  納涼美人図 千葉市美術館コレクション
4. ↑  幻の青春をあとにして 千葉市美術館コレクション
5. ↑  19と1つのさくらんぼ 千葉市美術館コレクション

## 主な関係者
- 水沼啓和 学芸員(1994-2018)
- 畑井恵  学芸員(2015-2022)
- 森啓輔  学芸員(2019-)